# Paul Andrew Williams
Pour les articles homonymes, voir Paul Williams et Williams.
Paul Andrew Williams, né à Portsmouth en 1973, est un réalisateur, producteur et acteur britannique.

## Filmographie
Comme scénariste
- 2001 : Royalty
- 2002 : It's Okay to Drink Whiskey
- 2006 : London to Brighton
- 2008 : Bienvenue au cottage (The Cottage)
- 2008 : The Children
- 2010 : Cherry Tree Lane
- 2012 : Song for Marion
- 2021 : Bull (en)

Comme réalisateur
- 2001 : Royalty
- 2002 : It's Okay to Drink Whiskey
- 2003 : Coming Up – Naked
- 2006 : London to Brighton
- 2008 : Bienvenue au cottage (The Cottage)
- 2010 : Cherry Tree Lane
- 2012 : Song for Marion
- 2015 : The Eichmann Show
- 2021 : Bull (en)

Comme acteur
- 2006 : London to Brighton

Comme producteur
- 2006 : London to Brighton